# Alí Khan
Alí Solomone Khan (Turín, Italia, 13 de junio de 1911-París, Francia, 12 de mayo de 1960), desempeñó el cargo de embajador en las Naciones Unidas representando a Pakistán y el de vicepresidente de la Asamblea General de las Naciones Unidas entre 1958 y 1960.
Más comúnmente llamado Alí Khan, se hizo conocido como jockey y propietario de caballos de carreras en la prensa y televisión. Fue hijo del Aga Khan III y padre del Aga Khan IV y también el tercer esposo de la actriz Rita Hayworth.
Los títulos de príncipe y princesa, que usualmente se reclamaban para los hijos del Aga Khan, en virtud de descender de Fath Ali Shah de la dinastía Qajar (dinastía persa), fueron reconocidos como títulos de cortesía por el gobierno británico en 1938.

## Nacimiento y educación
Alí Solomone Khan nació en Turín, Italia, hijo de padre indio (de la India Británica) y madre italiana. Su segundo nombre, Solomone, le fue dado por su madre. Fue el hijo más joven y el único sobreviviente del matrimonio del Aga Khan III y Cleofe Catterina Teresa «Ginetta» Magliano. Tuvo dos hermanos, el Príncipe Giuseppe Mahdi Aga Khan (que falleció en 1911) y Sadruddin Aga Khan, fruto del tercer matrimonio de su padre.
Ali Khan fue educado por tutores privados en India y Francia durante su infancia y luego estudió abogacía en Europa.

## Matrimonios
Contrajo matrimonio con Joan Yarde-Buller (esposa anterior del Capitán de Grupo Loel Guiness - miembro del Parlamento- e hija del Tercer Barón Churston) en París, Francia el 18 de mayo de 1936. Previo al casamiento, Joan se convirtió al Islam, cambiando su nombre a Tajuddawlah. Tuvieron su primer hijo, el príncipe Karim al-Hussaynī Aga Khan, el 13 de diciembre de 1936 en Ginebra, Suiza. Tajuddawlah dio al príncipe Alí un segundo hijo, el príncipe Shujah Uddin Amyn Mohammad Aga Khan.
Se divorciaron en 1949, en parte por las relaciones extramatrimoniales del príncipe con otras mujeres, incluyendo a Pamela Churchill entre sus amantes.
Posteriormente se casaría con la actriz estadounidense Rita Hayworth en Cannes, Francia el 27 de mayo de 1949 civil y religiosamente un día después. Rita, al contrario de Joan Yarde-Buller, no se convirtió al islam. La actriz le dio su única hija, la princesa Yasmín Aga Khan, nacida siete meses después del enlace. En la boda, 500 invitados de Estados Unidos y Europa disfrutaron de 50 libras de caviar, 600 botellas de champaña y otras delicias al borde de una piscina llena con 200 galones de “agua de colonia”. Los esposos quisieron tener otra ceremonia en la India, pero el plan fue cancelado, resultaba inconveniente dado el obvio estado de gestación de la actriz. Ali Khan y Hayworth se separaron dos años después de su boda, en 1951, formalizándose el divorcio en 1953. Nuevamente las infidelidades del príncipe serían el motivo de la ruptura.
El Aga Khan III protestó por los términos del divorcio respecto a su hijo con Hayworth, los cuales incluían US$ 48.000 anuales para la manutención de la Princesa Yasmín, diciendo: 

"Alí no tiene necesidad de pagar ni un centavo de esa suma, porque esa orden se aplica solamente en Nevada"
Aga Khan III

En septiembre finalizó el juicio de divorcio, que incluyó el establecimiento de un fondo de US$ 1.000.000 para Rita Hayworth y su hija Yasmín, a la cual se requeriría ser “expuesta a las enseñanzas de la secta ismaelita a la edad de 7 años” (la edad de uso de razón según el Islam). Hasta entonces, la niña podía ser criada como cristiana. El fondo fue acrecentado a US$ 1.500.000 en 1954, e incluía pagos de US$ 100.000 cada año, durante 14 años para la princesa Yasmín, más US$ 8.000 cada año, para la manutención.
El divorcio se obtuvo en Reno, Nevada; pero no era reconocido ni en Inglaterra, ni en Francia, y en 1957 - momento en el cual Rita ya se había casado y divorciado del cantante Dick Haymes y Ali había anunciado su intención de contraer matrimonio con la modelo francesa Bettina Graziani- consiguieron un divorcio suizo, válido internacionalmente.

## Servicio militar y honores
En 1939, el príncipe Alí Khan se unió a la Legión Extranjera Francesa y sirvió en esta división de caballería en Egipto y Oriente Medio. Entró en la Royal Wiltshire Yeonmanry en 1940, convirtiéndose en teniente coronel en 1944.
Aquel mismo año, participó en el desembarco de los aliados en el sur de Francia con el Sexto Batallón del Ejército de Estados Unidos, sirviendo como oficial con el rango de capitán, por esto, fue nombrado oficial en la Legión de Honor en 1950. También fue premiado con la Cruz de Guerra y la Estrella de Bronce de Estados Unidos.

## Relegado de la herencia
Tras la lectura del testamento del Aga Khan III el 12 de julio de 1957, el título de Aga Khan fue transferido al hijo mayor de Alí, Karim, por aquel tiempo estudiante de primer curso en la Universidad de Harvard, nombrándole Aga Khan IV y cuadragésimo noveno Imán de los Ismaelitas. Esta fue la primera ocasión en que no fue respetado el traspaso del título de padre a hijo en los 1.300 años de historia de la dinastía.
De acuerdo a los deseos del Aga Khan III, este fue convencido de que por el interés de la comunidad musulmana chiita ismaelita, necesitaba ser sucedido por un hombre joven, que hubiera sido criado y se hubiera desarrollado durante los años recientes, en vista de las condiciones cambiantes del mundo moderno.

## Puesto en Naciones Unidas
El príncipe Alí Khan se reunió con el presidente de Pakistán, Iskander Mirza, en noviembre de 1957 y fue nombrado portavoz permanente del país ante la ONU, el anuncio formal del cargo se hizo el 6 de febrero de 1958. La noticia sobre su nombramiento como diplomático fue considerada un cambio muy radical en la historia del príncipe, lo que le mereció su aparición en la portada de Sports Illustrated.
Fue elegido vicepresidente de la Asamblea General de las Naciones Unidas el 17 de septiembre de 1958 y también sirvió como presidente del Comité de la Observación de la Paz de las Naciones Unidas.

## Fallecimiento
Dos años después de iniciar su carrera en Naciones Unidas, el príncipe Ali murió el 12 de mayo de 1960 en el Hospital Foch de París, Francia; después de sufrir graves lesiones en la cabeza, causadas en un accidente de tráfico en Suresnes, un barrio de París. Él y su novia Simone Micheline Bodin "Bettina", quien estaba embarazada, volvían a casa de una fiesta. Bettina sobrevivió al accidente con una herida menor en la sien, aunque posteriormente tendría un aborto como consecuencia. El chófer del príncipe, y el conductor del otro coche involucrado, también sobrevivieron.
Alí Khan fue sepultado primero en las tierras del Château de l'Horizon, su casa en el sur de Francia, donde se quiso que permaneciera hasta que le fuera construido un mausoleo especialmente para él. Sus restos fueron trasladados a Damasco, Siria, el 13 de julio, y en 1972, fue reenterrado en Salamíe, Siria.
Su fortuna fue legada enteramente a sus hijos, exceptuando US$ 280.000 que Bettina recibió.

## Icono de la cultura popular
A causa de sus bien publicitados romances, el príncipe Ali Khan fue mencionado en la nueva versión de 1950 de Noel Coward de la canción de Cole Porter de 1928 “Let’s Do It, Let’s Fall In Love”: "Monkeys, whenever you look, do it/Aly Khan and King Farouk do it/Let's do it, let's fall in love”. (Monos, dondequiera que miráis, lo hacen/Ali Khan y Rey Faruk lo hacen/Hagámoslo, enamorémonos).
También aparece en la novela “Las dos señoras Grenville”, de Dominick Dunne, publicada en 1985.
En Venezuela, estuvo de visita por el Haras Arenales (Propiedad del Presidente Marcos Pérez Jiménez) y su popularidad llegó de tal manera, que a un joven y talentoso narrador hípico local Virgilio Cristian Decán de raíces árabes lo rebautizaran con el alias Aly Khan